# Davisia nototheniae
Davisia nototheniae is een microscopische parasiet uit de familie Sinuolineidae. Davisia nototheniae werd in 2002 beschreven door Kovaljova, Rodjuk & Grudney. 